# Cetema orientalis
Cetema orientalis är en tvåvingeart som beskrevs av Nartshuk 1976. Cetema orientalis ingår i släktet Cetema och familjen fritflugor. Inga underarter finns listade i Catalogue of Life.